# Возвращение крымских татар из депортации
Возвращение крымских татар из депортации (крымскотат. Qırımtatar halqınıñ sürgünlikten qaytması, укр. Повернення кримських татар із депортації) — репатриация крымских татар в Крым, начавшаяся в 1989 году как следствие перестройки в СССР и политики гласности, вследствие которых стало возможно открытое обсуждение преступлений сталинизма. 

## Предыстория
С 18 по 21 мая 1944 года по обвинению в массовом коллаборационизме крымские татары и другие народы Крыма были выселены в Центральную Азию. Спустя год Крымская АССР была ликвидирована и на её основе была преобразована Крымская область, а почти все населенные пункты, носившие крымскотатарские названия, были переименованы.
19 февраля 1954 года, спустя год после смерти Иосифа Сталина, Президиум Верховного Совета СССР издал указ о передаче Крымской области из состава РСФСР в состав УССР. 26 апреля того же года Верховный Совет СССР утвердил этот указ и внёс соответствующие изменения в ст. 22 и 23 Конституции СССР. В 1955 году северная часть Арабатской стрелки была передана из состава Крымской области в состав Херсонской области.
25 февраля 1956 года на XX съезде КПСС был развенчан культ личности Сталина, после чего началась реабилитация выселенных народов и возвращение их на родину вместе с возвращением национальных республик республик, упразднённых вследствие депортации народов. Однако крымские татары, наряду с турками-месхетинцами и немцами Поволжья, были единственным народом, чья автономия не была восстановлена, а сами они не имели возможности вернуться на историческую родину.
17 мая 1968 года 800 крымских татар провели митинг в Москве участников избили, часть отправили в лагеря (среди них был Мустафа Джемилев, будущий лидер крымскотатарского движения). В 1978 году Муса Мамут совершил самосожжение в знак протеста. Власти Крымской области и Украинской ССР разрешали незначительное количество переселений в Крым, но в целом, крымским татарам путь на родину был закрыт.

## Массовое возвращение

### Повторная реабилитация
С началом Перестройки в 1985 году. Тогда же возникли крымскотатарские движения, направленные на полностью реабилитацию народов и репатриацию на историческую родину, одним из которых были Крымскотатарское национальное движение во главе с Юрием Османовым и Организация крымскотатарского национального движения (ОКНД) во главе с Мустафой Джемилевым. 
С 1987 по 1988 года происходили массовые акции по всему СССР (зачастую активисты объявляли голодовку или проводили пикеты на Красной площади), в частности, проходило мирное шествие из Тамани в Симферополь. В это время делегации крымских татар посещали правозащитников, редакции газет и журналов, а также Центральное телевидение в Москве.
В октябре 1987 года состоялось заседание Государственной комиссии под руководством Председателя Президиума Верховного Совета СССР Андрея Громыко, которая рекомендовала «более полное удовлетворение культурных запросов крымских татар и взвешенного подхода». Комиссии из руководителей Компартии Крымской области УССР посещали Узбекскую ССР, после чего делали выводы, что возвращение крымских татар на родину будет маловероятным.
Только 28 ноября 1989 года Верховным Советом СССР были приняты соответственно Декларация «О признании незаконными репрессивных актов против народов, подвергшихся насильственному переселению, и обеспечении их прав» и Постановление «по проблеме советских немцев и крымскотатарского народа». Декларация отмечала, что в условиях проводимой демократизации советского общества и переосмысления исторических событий усиливается стремление к установлению объективной истины о прошлом. В документе подчеркивалось, что массовые репрессии, включая аресты, лагерное заключение и принудительное переселение населения, затронули различные народы СССР. В частности, отмечалось, что в период Второй мировой войны репрессиям и депортации подверглись балкарцы, ингуши, калмыки, карачаевцы, крымские татары, немцы, турки-месхетинцы, чеченцы, а также корейцы, греки, курды и представители других этнических групп. Политика насильственного переселения, согласно декларации, оказала значительное влияние на их социально-экономическое положение и демографическое развитие.

### Пропаганда
Возвращение крымских татар на родину было принято крайне негативно со стороны русских Крыма, составлявшего демографическое большинство на полуострове. По их словам, они никогда не видели крымских татар после 1944 года и ничего практически о них не знали. Местные власти и СМИ активно распространяли пугающие слухи, будто бы возвращающиеся татары затаили злобу и собираются мстить за депортацию. Журналист Николай Семена вспоминал, что в 1982 году в Солнечной долине под Судаком мужчины устраивали дежурства, ожидая возвращения крымских татар. Кроме того, пресса писала о несуществующих зверствах, которые учиняли крымские татары во время Великой Отечественной Войны и об «экстремистах» в Узбекской ССР, к которым спустя год-два причислят и турок-месхетинцев с целью оправдания Ферганских погромов. Русских и украинцев призывали приобретать как можно больше земельных участков, чтобы крымские татары их не смогли получить. При содействии крымских властей, крымским татарам в дальнейшем создавали бюрократические препятствия для покупки земли и жилья в Крыму, а государственную землю, предназначенную для перераспределения крымскотатарским репатриантам для строительства жилья, в конце концов передавали славянскому населению в Крыму для садов и дач. Также русские националисты организовывали протесты под лозунгами «Татары, вон из Крыма!».

### Вопросы гражданства и конфликты по поводу права на землю
С распадом СССР была образована Автономная Республика Крым в составе Украины. Тогда же началось расформирование колхозов и колхозных земель и передача их в частную собственность тем, кто в них работал, что лишало возможности крымских татар приобрести их. Крымскотатарские правозащитники вели переговоры с местными властями, чтобы получить любую землю для проживания, даже ту, которая в целом была для этого непригодной. Однако переговоры не имели успеха: по состоянию на 2000 год было 46603 заявки от переселенцев на получение паев земли, большинство из которых было отклонено. Все это приводило к росту недовольства со стороны крымских татар, а также к самозаселению, которое местные власти позиционировали как «самозахват». Сначала создавали временные палаточные городки, а затем начали строить полноценные одно- или двухэтажные дома, для которых строительные материалы привозили из Краснодарского края и других граничащих с Автономной Республикой Крым регионов (как России, так и Украины). Милиция, военные и иногда местные пытались помешать строительству, штурмуя палаточные городки (один из самых известных таких случаев произошел в октябре 1992 года под Алуштой). В большинстве поселений велся журнал, где фиксировалось, кто нуждается в участке, кто дежурит, кто сдает деньги на межевание, чтобы потом узаконить.

## Реинтеграция крымских татар на Украине
Ещё начале 1990-х годов Верховный Совет Крыма принял закон, по которому на выборах в крымский парламент следующего созыва из 100 мандатов 14 должны были предоставить представителям крымскотатарского народа. Поэтому в 1994 году члены Меджлиса стали депутатами Верховного Совета Крыма. Несмотря на это, в дальнейших созывах крымские татары либо не были представлены вообще, либо имели лишь крайне незначительное количество депутатов. Только в 1996 году Конституцией Украины был принят список «коренных народов», куда крымские татары были включены. 
С 1991 по 2014 годы Украина выделила 1 миллиард долларов США (в пересчете) по программе расселения депортированных. К финансированию программы присоединилась Турция.
В 2021 году президент Украины Владимир Зеленский подписал закон о коренных народах Украины, к которым были отнесены крымские татары, караимы и крымчаки. Согласно данному закону, коренные народы имеют право на самоопределение в составе Украины и политический статус. Данный закон был встречен негативно со стороны русскоязычных граждан Украины, в виду того, что русские в список коренных народов не были отнесены.

## Влияние деурбанизации на крымскотатарскую общину
До депортации большинство крымских татар проживали в городах на южном берегу Крыма, после в городах Центральной Азии. Их исключение из экономики Южного побережья еще больше углубило бедность репатриантов в степях, где они часто не имели элементарных бытовых условий и коммуникаций в наспех построенных домах. Безработица среди крымских татар иногда достигала 40-70%; многие из хорошо образованных людей были вынуждены работать на черной работе, значительно ниже своего уровня квалификации. Однако менее 2% выехали в Центральную Азию, при чем даже они выехали преимущественно временно. Со временем миграция в пределах Крыма переместилась немного на юг, в направлении их родительских деревень и ближе к городским районам, где возможности трудоустройства были лучше, но стоимость жизни выше.
В пригородах крупных городов Крыма, например в Севастополе, крымским татарам в среднем выделяли лишь 0,04 акра земли невысокого качества или непригодной для сельского хозяйства. Хотя было найдено 517 заброшенных после войны крымскотатарских сёл, их восстановление было затруднительно из-за бюрократии местных властей.